# Ivania
Ivania é um género botânico pertencente à família Brassicaceae.